# أحمد محمود وهبي
أحمد محمود وهبي (المعروف باسم الحاج أبو حسين سمير) ، (1964 - 2024) وهو أحد الشخصيات البارزة في حزب الله، حيث كان عضوًا في مجلس الجهاد ، وتحديدا في وحدة الرضوان الذي يشرف علي تدريبها ، وهي وحدة النخبة في الحزب.

## سيرته
وُلد أحمد محمود وهبي الملقب بـ"الحاج أبو حسين سمير" في بلدة عدلون بجنوب لبنان في الأول من نوفمبر 1964 ، والتحق بحزب الله منذ تأسيسه وشارك في العديد من العمليات العسكرية إبان سيطرة إسرائيل على جنوب لبنان ، وتعرض للأسر من قبل إسرائيل في عام 1984 ، وألقيت على عاتقه العديد من المسؤوليات القيادية في وحدة التدريب المركزي حتى العام 2007 ، كما تولى مسؤولية التدريب في قوة الرضوان حتى العام 2012 ، وكان من القادة الأساسيين في التصدي للهجمات على حدود لبنان الشرقية، وفي مختلف المحافظات السورية ، كما قاد عمليات قوة الرضوان العسكرية منذ بداية المعركة بين حماس وإسرائيل في السابع من أكتوبر وحتى مطلع 2024 ، وعاد ليتولى مسؤولية الإشراف على وحدة التدريب المركزي بعد مقتل وسام الطویل ، وهو من القادة الميدانيين في عملية "كمين أنصارية" الذي استهدف وحدة الكوماندوز البحري الإسرائيلية شايطيت 13 في بلدة أنصارية عام 1997 ، وفيها قتل نحو 12 عسكريا إسرائيليا.

## الاغتيال
في (20 سبتمبر 2024) أعلن حزب الله مقتله هو و14 مقاتلا بصاروخين إسرائيليين أطلقتهما طائرة من طراز "إف 35" على شقة في منطقة الجاموس في الضاحية الجنوبية لبيروت.